# Alberto Pirelli (imprenditore 1882)
Alberto Pirelli (Milano, 28 aprile 1882 – Casciago, 19 ottobre 1971) è stato un dirigente d'azienda e imprenditore italiano.

## Biografia
Alberto Pirelli, figlio secondogenito di Giovanni Battista fondatore dell'azienda omonima con sede a Milano, proseguì con il fratello maggiore Piero l'attività di famiglia, interessandosi anche del processo di sviluppo della nascente industria italiana. Dopo aver conseguito la maturità classica presso il Liceo classico Giuseppe Parini di Milano, frequentò corsi di ingegneria, economia e giurisprudenza, laureandosi in giurisprudenza nel 1904 all'Università di Genova.
Negli stessi anni, su suggerimento del padre, frequenta anche alcuni corsi del Regio Istituto Tecnico Superiore (in seguito Politecnico di Milano) e dell'Università commerciale Luigi Bocconi, in modo da impadronirsi di nozioni e strumenti dell'economia, della meccanica e della contabilità industriale.
Nel dicembre del 1904 Alberto Pirelli e il fratello Piero sono nominati cogerenti dall'Assemblea degli azionisti della Pirelli & C., con poteri e responsabilità uguali a quelli del padre. Alla base della decisione di cooptare i figli nella gestione della società c'è l'obiettivo di sfruttare le opportunità di crescita e di espansione internazionale che si stanno prospettando grazie al grande sviluppo a livello mondiale dell'industria della gomma, in particolare nel settore dei cavi elettrici e in quello degli pneumatici. Insieme nell'elaborazione della strategia generale, i due fratelli consolidano ben presto una spartizione precisa dei compiti operativi, che affida a Piero il peso della gestione dell'impresa, della quale nel 1927 ridisegna l'assetto societario, e ad Alberto i rapporti con le istituzioni e gli apparati ministeriali e la gestione delle relazioni internazionali.

### Espansione della rete commerciale
Alberto Pirelli - in stretta unione con il fratello, discreto regista dietro le quinte - è il protagonista della fase di forte espansione internazionale che l'azienda conosce negli anni successivi alla sua nomina ad amministratore. Conscio delle difficoltà di penetrazione dei mercati esteri, anche a causa della concorrenza delle grandi imprese tedesche e americane, Pirelli si adopera innanzitutto per un rafforzamento della rete commerciale, sostituendo l'originaria organizzazione basata su agenti con la creazione di filiali commerciali, successivamente trasformate in società autonome. Il secondo passo è la costruzione di nuovi impianti produttivi all'estero, obiettivo che Pirelli persegue stringendo una serie di alleanze con imprese locali.
Uno dei primi Paesi su cui l'imprenditore concentra la sua attenzione è la Gran Bretagna, dove nel 1913 conclude una joint venture con la londinese General Electric Co., insieme alla quale vengono costruiti, negli anni successivi, due impianti per la fabbricazione di cavi a Southampton (nel 1913) e a Eastleigh (nel 1927), e uno stabilimento per la produzione di pneumatici a Burton upon Trent nel 1928.
Un altro mercato che ben presto attira le attenzioni dell'imprenditore milanese è quello argentino, Paese dove all'inizio degli anni ‘10, il governo ha avviato un vasto piano di elettrificazione. Di fronte alla difficoltà di accedere alle commesse pubbliche a causa dell'influenza esercitata dalla concorrenza tedesca, Pirelli, in società con alcuni imprenditori locali, fonda la Compañía italo-argentina de electricidad, riuscendo ad assicurarsi importanti commesse. I risultati premiano la sua strategia: nel 1917 nasce la società commerciale Pirelli S. A. Platense, e – tre anni più tardi – viene completato un primo stabilimento per la produzione di conduttori elettrici a Buenos Aires. Negli anni successivi segue un secondo stabilimento per la produzione di articoli vari in gomma, e nel 1930 viene eretto, sempre a Buenos Aires, un più vasto e moderno impianto per la produzione di cavi sotterranei e di pneumatici per biciclette.

### Alleanze strategiche
Con la fine della prima guerra mondiale, parallelamente al consolidamento della presenza internazionale e alla riorganizzazione delle partecipazioni estere, Pirelli punta a rafforzare la posizione di principale produttore italiano detenuta dall'azienda nel settore cavi, attraverso l'acquisizione di partecipazioni azionarie in imprese elettriche e telefoniche, una strategia che tocca il suo apice nel 1925 con la costituzione della Centrale, una finanziaria che riunisce sotto il suo controllo le più importanti società elettriche e telefoniche dell'Italia centro-meridionale.
I contrasti con la Banca commerciale, azionista di controllo del maggiore concorrente italiano della Pirelli – la Ing. Vittorio Tedeschi e C. –, nonché principale cliente in Italia, attraverso le società elettriche da essa controllate, della Siemens e della AEG, spingono successivamente Pirelli ad entrare nell'alleanza fra principali operatori del settore elettrico ed elettrotecnico che si consolida tra la fine degli anni venti e l'inizio degli anni trenta attorno al Credito Italiano e alla Edison, di cui Pirelli diventa rispettivamente consigliere d'amministrazione e vicepresidente nel 1932.
Gli anni fra le due guerre rappresentano per Pirelli anche il periodo di più intensa partecipazione alla vita pubblica e politica italiana e internazionale. Dopo una prima esperienza presso l'Alto Commissariato per la liquidazione dei ministeri delle Armi, delle Munizioni e dell'Aeronautica, dove viene chiamato nel novembre del 1918 da Ettore Conti per occuparsi dei rapporti con le potenze alleate, Pirelli partecipa, ora in veste di “tecnico”, ora nei panni più impegnativi di “delegato”, alle più importanti trattative economiche che si svolgono dopo la prima guerra mondiale – dalla Conferenza di pace di Parigi (1919) al comitato Dawes (1924) e dalla Conferenza di Londra (1924) al comitato Young (1929) –, ricoprendo in particolare il ruolo di negoziatore italiano in tutte le trattative che conducono ai successivi regolamenti del problema delle riparazioni di guerra da parte della Germania, dell'Austria e dell'Ungheria. Dal 1920 al 1922 rappresenta inoltre l'Italia nell'Ufficio internazionale del lavoro a Ginevra e successivamente, dal 1923 al 1927, nel Comitato economico della Lega delle Nazioni. Per incarico del Governo italiano, cura fra il 1926 e il 1928 l'organizzazione dell'Istituto per l'esportazione, del quale diventa anche il primo presidente. È tra i fondatori dell'Istituto di studi di politica internazionale (ISPI), la cui presidenza mantiene dal 1934 al 1967. Tra le cariche più importanti ricoperte in questi anni c'è inoltre quella di rappresentante italiano presso la Camera di commercio internazionale di cui è presidente dal 1927 al 1929.
Dal 1924 al 1945 fu presidente dell'Associazione fra le società italiane per azioni (Assonime).

### Attività diplomatica e rapporti col regime fascista
L'intensa attività diplomatica è uno dei fattori che contribuiscono ad aumentare il prestigio di Pirelli e la sua influenza negli ambienti politici e finanziari italiani; questo status gli viene riconosciuto anche da Mussolini, che lo nomina ministro plenipotenziario nel 1924 e, successivamente, ministro di Stato nel 1938 (una carica onorifica che doveva aprirgli la strada alla nomina a Senatore). Tuttavia i rapporti fra Pirelli e il regime fascista non sono facilmente definibili. Nei primi anni dopo la marcia su Roma mantenne una posizione assai prudente. Nel 1925, dopo il delitto Matteotti, fa parte della delegazione di imprenditori che si presenta a Mussolini per chiedere il rispetto delle libertà sindacali e, come molti altri, non si iscriverà al Partito Nazionale Fascista fino al 1932. Nel 1925 ebbe uno scontro indiretto con Mussolini quando il Parlamento stabilì misure restrittive per gli oppositori del Fascismo. Alberto Pirelli inoltre era fortemente contrario all'entrata in guerra dell'Italia al fianco della Germania nazista, ma nonostante questo rimase fedele all'Italia anche dopo l'inizio delle ostilità. Ciò non impedisce però che fin dai primi anni venti si crei uno stretto rapporto personale fra il capo del fascismo e l'industriale milanese.
La stima che Mussolini nutre per le capacità tecniche e diplomatiche dell'imprenditore milanese è testimoniata dalle delicate missioni all'estero che gli vengono affidate. La considerazione di cui gode presso Mussolini, insieme agli ampi consensi che riscuote negli ambienti industriali, consentono a Pirelli di ricoprire ininterrottamente per tutto il ventennio fascista la carica di presidente dell'Assonime e di svolgere funzioni di mediazione tra regime e industriali nei momenti di maggiore difficoltà, come dimostra la sua nomina a commissario della Confederazione generale fascista dell'industria, avvenuta nel  gennaio 1934, in occasione del varo della riforma corporativa. I rapporti con il regime rimangono amichevoli per tutta la seconda metà degli anni trenta, periodo durante il quale la Pirelli conosce una crescente e continua ripresa produttiva, favorita dalla politica autarchica. Grazie alle numerose commesse belliche in seguito alla guerra d'Etiopia e all'intervento nella guerra civile spagnola, l'azienda raggiunge e supera i livelli produttivi toccati prima della grande crisi.
Il dissenso di Pirelli nei confronti del Regime diventa esplicito dopo l'entrata dell'Italia nella Seconda guerra mondiale e si concretizza con la partecipazione diretta alle manovre diplomatiche tese ad intavolare trattative di pace con gli anglo-americani.

### Dopoguerra
Nel luglio del 1945 Pirelli, come altri industriali italiani, viene sottoposto a un processo di epurazione e rimosso dalla sua carica di Amministratore delegato della Pirelli. Nell'aprile del 1946, in seguito al ricorso presentato, viene pienamente riabilitato e può riprendere, insieme al fratello Piero, ancora una volta prezioso collaboratore, il suo posto alla guida della società.
Negli anni successivi Pirelli assume un atteggiamento di maggiore distacco dalla partecipazione politica rispetto a quello tenuto nel periodo precedente alla guerra, rifiutando più volte le richieste di partecipazione a commissioni e organismi ministeriali del nuovo Stato repubblicano. Dopo la morte del fratello nel 1956, l'imprenditore avvia un processo di successione generazionale, affidando al figlio Leopoldo le cariche di amministratore delegato e di vicepresidente. Tre anni dopo, nel 1959, colpito da un Ictus che gli procura la paresi del lato destro del corpo, Pirelli cede al figlio le residue responsabilità operative. Muore a Casciago (Varese) nell'autunno del 1971.

### Famiglia
Nel 1914 sposa Lodovica Zambeletti, dalla quale ha avuto quattro figli: Maria Giovanna (1915-1970), benefattrice, Elena (1917-2009),  Giovanni (1918-1973), scrittore, e Leopoldo (1925-2007), imprenditore – l'unico che si occupò dell'azienda di famiglia.

### Attività sportiva
In gioventù militò nel Milan, con il ruolo di centrocampista, disputando amichevoli e partecipando a vari tornei tra il 1899 ed il 1902, senza però mai esordire in campionato.
Nel maggio 1902 partecipa con i rossoneri al torneo calcistico del campionato nazionale di ginnastica. Dopo aver superato il L.R. Vicenza in semifinale, si aggiudica la vittoria ex aequo con l'Andrea Doria al termine della finale contro i genovesi, terminata a reti inviolate, e il titolo di campione d'Italia, la Coppa Forza e Coraggio e la Corona di Quercia.
Nel 1907 Alberto Pirelli è alla guida del team che vince la Pechino-Parigi su Itala, con gomme Pirelli.

## Archivio
La documentazione prodotta da Alberto Pirelli nel corso della propria vita ed attività imprenditoriale è conservata da Pirelli spa di Milano, nel fondo Pirelli - Fondo Storia delle Industrie Pirelli (estremi cronologici:1872 -  1998). Altra parte si conserva presso le Industrie Pirelli Spa di Figline Valdarno nel fondo Pirelli Spa (1960 - ).